# Vladímir Voronin
Vladímir Nicolae Voronin (en ruso: Владимир Николаевич Воронин; Corjova, Transnistria, Rumania, 25 de mayo de 1941) es un político moldavo, presidente de su país entre el 7 de abril de 2001 y el 11 de septiembre de 2009.

## Biografía
Es comunista y prorruso. Durante su gobierno, la enseñanza del idioma ruso fue reintroducida como materia obligatoria en las escuelas moldavas. Es también conocido por su controvertida elocuencia en contra de Rumanía. Voronin pertenece al Partido Comunista de la República de Moldavia.

### Sucesos de 2009 y renuncia
Después de las elecciones parlamentarias llevadas a cabo el 5 de abril de 2009, el Partido Comunista de la República de Moldavia ganó el 49,48% de los votos y obtuvo sesenta escaños, uno menos de los necesarios para elegir un Presidente. Voronin fue elegido presidente del Parlamento y retuvo la presidencia de Moldavia con carácter interino. La crisis de la policía y los disturbios de 2009 en Moldavia confrontaron a la sociedad, y los comunistas no lograron asegurar el voto adicional necesario de entre los cuarenta y un diputados de tres partidos de oposición; una nueva elección parlamentaria fue necesaria.
En las elecciones parlamentarias de Moldavia de 2009, el Partido Comunista de la República de Moldavia ganó el 44,69% de los votos, que es más de lo que obtuvo cualquier otro partido, y ganó cuarenta y ocho escaños, pero perdió su mayoría parlamentaria ante una coalición de partidos opositores. Sin embargo, la oposición también fue incapaz de obtener suficientes escaños para elegir un presidente, produciendo una mayor incertidumbre política. El 2 de septiembre de 2009, Voronin anunció que pretendía renunciar, diciendo que su posición como presidente en funciones se había vuelto "ambigua y dudosa". El presidente envió una carta al parlamento confirmando su intención de renunciar. Mihai Ghimpu sucedió a Voronin como presidente en funciones hasta que un presidente fuera electo.